# Goécia
A goécia ou goétia, ainda também magia goética, é um nome para práticas mágicas que são vistas como não naturais, proibidas ou "diabólicas" quando contrastadas com a teurgia. O termo é particularmente conhecido em conexão com a obra Ars Goetia (A Arte da Goécia), que aparece como primeira seção do grimório do século XVII A Chave Menor de Salomão, popularizado na modernidade. Porém, a palavra já tinha uso desde a Grécia Antiga e foi usada posteriormente no neoplatonismo para se referir à baixa magia.

## Etimologia e uso inicial
A palavra em grego clássico: γοητεία (goēteía) significa "feitiçaria, truques", de γόης (góēs) "feiticeiro, bruxo" (plural: γόητες góētes). O conceito era presente desde o início do imaginário de magia no mundo greco-romano. Górgias não distinguia "mageia" de "goēteia" e empregou ambos os termos como uma analogia para se referir ao poder encantador da palavra na arte retórica, no Elogio de Helena: "duas técnicas de persuasão são encontradas, e que são os erros da alma e as opiniões do espírito". Fontes posteriores consideraram exclusivamente o termo da goécia como se referindo à invocação (geralmente compulsória) dos mortos ou à necromancia, como na definição da Suda (século X).

## Desenvolvimento
Com a conotação que chegou mais particularmente à Idade Média, o termo passou a ser usado modernamente à conjuração e manipulação de demônios e magia particularmente repreensível, mas é definido de diferentes formas: de acordo com Hans Biedermann, ele descreve "principalmente necromancia ou conjuração de mortos, mas também em um sentido mais geral, a conjuração de seres demoníacos com a ajuda de 'ritos' blasfemos", enquanto Henrique Cornélio Agrippa dividia a magia cerimonial em goécia e necromancia e A. Debay iguala goécia à magia negra. Georg Pictorius, por sua vez, atribui à goécia, entre outras coisas, a necromancia, a antropomancia (em que o futuro é lido das entranhas de pessoas sacrificadas), a lecanomancia (conquistar um demônio com água exorcizada) e "a profecia do tremor, afundamento ou terra aberta" (geomancia), do fogo (piromancia), do ar (aeromancia), das linhas da mão (quiromancia) ou do voo dos pássaros (auspícios).
Os neoplatônicos atribuíam grande importância à separação entre teurgia e goécia; Porfírio distinguiu teurgia da feitiçaria (goēteia) na obra Sobre o Retorno da Alma, e Jâmblico afirmava que a teurgia não visava forçar as divindades como na goécia, mas purificar a alma do devoto e elevá-la pela livre vontade e disposição divina. Jâmblico enfatizou que não se deve “de forma alguma confundir as ilusões produzidas pelas técnicas goéticas com a visão extremamente nítida dos deuses”. Enquanto a teurgia trabalharia com bons espíritos, a goécia invocava maus espíritos; a teurgia é avaliada como uma forma superior e a goécia como uma forma inferior de magia, usada para fins profanos.
Os oponentes da magia, como Agostinho de Hipona, entretanto, tendem a demonizar as duas igualmente, uma vez que para eles "ambas enredadas nos costumes enganosos de demônios falsamente chamados de anjos"; ou seja, segundo Agostinho e seus pares, teurgia e goécia só têm diferença no nome.